# إسماعيل الزين
إسماعيل سليمان الزين، تاجر وسياسي وصاحب ملكيات كبيرة في أراضي جبل عامل.

## ولادته وأسرته
ولد في العام 1854 م. والده الحاج سليمان الزين. 

### إخوته
أنجب والده أربعة ذكور هم: إسماعيل، علي، حسين ومحمد.
- أما الشيخ علي (أخو إسماعيل) فقد اسثقر في صيدا وتابع بعض الأعمال التجارية ومن أبرز أولاده (احمد عارف الزين)
- وأمّا الشيخ حسين والشيخ محمد فقد اهتمّا بتحصيل العلوم الدينية وغيرها ولم يكن لها عمل في الشأن السياسي.
- وأما إسماعيل فقد ورث أباه سليمان الزين في إدارة الأراضي والأملاك كما ورثه في الزعامة السياسية.

### أبناؤه
من أبنائه: 
- يوسف الزين
- حسين إسماعيل الزين

## أعماله
عمل في التجارة وحقق أرباحا طائلة مما مكّنه من شراء عدّة قرى في جبل عامل منها قرية كفرمان.

انتشر نفوذه بسبب امتلاكه لعدد من القرى والمزارع.

تعرّض لمحاولتي اغتيال نجا في الأولى أما الثانية فقد أصابت منه مقتلا.

## وفاته
توفي في العام 1909م، وذلك على أثر عملية اغتيال نفّذها بعض أهل الجنوب اللبناني، وقد قيل أن الاغتيال تم بناء على فتوى لأحد علماء آل إبراهيم المعاصرين له، وذلك لما رأى منه من الظلم والتعسّف بحق عماله في القرى والبلدات التي كان يملكها. 

تم تشييعه في 29 آذار من العام 1909م. وقد ورثه في السياسة ابنه يوسف الزين